# Lars-Erik Skiöld
Pour les articles homonymes, voir Skiöld.
Lars-Erik Skiöld est un lutteur suédois spécialiste de la lutte gréco-romaine né le 19 mars 1952 à Malmö et mort le 21 mai 2017.

## Biographie
Lars-Erik Skiöld participe aux Jeux olympiques d'été de 1980 à Moscou dans la catégorie des poids légers et remporte la médaille de bronze.